# Vista Tower (Kuala Lumpur)
 Vista Tower (precedentemente Empire Tower) è un grattacielo di Kuala Lumpur.

## Caratteristiche
L'edificio, alto 238 metri  e con 63 piani è stato tra i più alti del paese quando venne inaugurato nel 1994.
Al suo interno presenta uffici per uno spazio commerciale e lavorativo totale di 1000 metri quadrati.